# Jens Grundtvig Theander
Jens Theander fue un ciudadano danés definido como uno de los dos padres creadores de la industria pornográfica actual junto con su hermano Peter Theander  y creador de la primera emisión de material sexual con niños en videos y revistas.  Según los expertos Niklas S. Hessel y Thomas Heurlin, Theander siendo pedófilo él mismo con la ayuda de una red de pedofilia fuera de Dinamarca creó la primera empresa de la industria porno: la revista ColorClimax junto con el magazin Candy Film también conocidos como corporación RODOX y en Latinoamérica como «la Sueca», en asociación con su ya mencionado hermano, Peter, quien está vivo en la actualidad, Ole Ege y Leo Madsen. 
Theander nació en Copenhague el 22 de enero de 1944. Theander Aprovechó que la legalización danesa de la pornografía en 1969, que creó una laguna jurídica que permitía producir pornografía de todo tipo, incluyendo sexo con animales y niños, en cuanto a estos últimos menores llegando, junto con su hermano, al contacto físico con ellos directamente, los niños y niñas en cuestión nacieron entre 1961 y 1971, y hoy son adultos que esperan justicia en el sistema legal, y que fueron víctimas de la empresa fundadora de toda la actual industria pornográfica. La acción fue llevada a cabo durante dos décadas tal como lo explícan Tyge Krogh y otros investigadores, en el capítulo cinco su libro sobre las regulaciones legales y penales danesas: Historia de Dinamarca:.

## Biografía

### Infancia y familia
Jens Theander se crio dentro de una estricta comunidad danesa puritana, en la que la sexualidad estaba estrictamente supervisada por las normas morales luteranas    . Este compromiso fue firme dentro de los impuestos por las restricciones sexuales puritanas. Después de ser taxista, Theander abrió con sus hermanos una tienda de revistas antiguas en la zona del Ayuntamiento de Copenhagens a mediados de los años sesenta, para vender material para adultos interesados en pedofilia. El nombre de la tienda era "Rådhus-Antikvariatet", que significa: "Tienda de Antigüedades” El barrio rojo de Copenhague (Istedgade) está situado a más de 500 metros de esta zona. La tienda está situada cerca del ayuntamiento y esta zona, y por esta razón es una atracción turística. La tienda se puede ver en una de sus primeras revistas llamada 'Porno-Instruction' de 1970

### Creación de la revista Color Climax
En 1961, Jens Theander compró la librerìa antigua en el centro de Copenhague para vender pornografía con su hermano. Eligió mantener los avisos afuera de la puerta, diciendo vender libros viejos, arte y recuerdos de viaje. Anteriormente había comenzado a producir su propio material con su primera revista llamada Klimaks en 1967. La biblioteca fue el centro de operaciones hasta principios de 1971.  Theander cambió el nombre de la revista a Color Climax, que ahora es reconocido mundialmente. Su objetivo en el mercado era comenzar el proyecto para producir pornografía comercial atractiva, incluyendo material pornográfico infantil para atraer hombres. De 1969 a 1979, Color Climax fue responsable de distribución a gran escala de pornografía infantil.
Todas las compañías pornográficas más importantes antes de las iniciativas de Theander habían sido desmanteladas previamente por ataques legales y unas pocas cerraron debido a esto. Theander evitó los ataques. Su hermano, el propio Peter Theander, dio una breve explicación de cómo lo hizo, en una entrevista con Gordon Schindler. La entrevista se realizó alrededor de 1969 para su libro Legalización en Dinamarca
La Primera industria pornográfica legal de la historia, Color Climax Corporation (CCC) hablando estrictamente, comenzó en 1967, a pesar de que la pornografía era ilegal en Dinamarca hasta 1969. En 2004, Color Climax ha tenido socios como John Thompsom, el creador de la compañía 666, y modelos como Rocco Siffredi y John Holmes quienes, en asociación con otros, continuaron el proceso de consolidación de la industria en Otros países, especialmente en América, Hungría e Italia.

### La legalización de la pornografía danesa y Jens Theander
La prohibición era parte de las leyes danesas desde 1537; debido al hecho de que Dinamarca era el país cristiano más puritano de Europa. El primer párrafo legal concreto contra la desnudez se produjo en 1799. En 1866 quedó prohibido publicar y distribuir material pornográfico. Durante los años 60 se presentó una cierta opinión pública favorable a abolir la prohibición. Weekend-Sex, una revista publicada y producida por Leo Madsen y Ole Ege fue publicada por primera vez en 1966. Jens y su hermano ya habían abierto su librería de contrabando de pornografía en Copenhague. Vendieron material venido de Suecia. También comenzaron a producir y publicar su propia pornografía. En 1967 Dinamarca legalizó la distribución y publicación de pornografía escrita. El 12 de diciembre de 1968, el ministro de Justicia, Knud Thestrup, entregó una propuesta para una nueva ley. Esta ley pretendía legalizar la distribución de imágenes pornográficas a personas mayores de 16 años. El 1 de julio de 1969 se eliminó el párrafo § 234 y la pornografía en todas sus formas se hizo legal. Como dijimos al inicio, esto también incluyó bestialidad, sodomía, y sexo incluidos niños. De acuerdo con la modificación de la ley, la pornografía disminuiría los delitos sexuales. Un nuevo párrafo llegó el 16 de junio de 1980. Esta ley prohibió producir y distribuir pornografía infantil y  se fortaleció el 2 de abril de 2003, cuando se hizo ilegal producir pornografía con menores de 18 años. Antes de este punto, todavía se podía producir pornografía antes de los 15 años de edad.

### Misión y visión de la  industria pornográfica de Jens Theander
Durante una entrevista realizada por el investigador Gordon Schindler y el periodista Neil Elliott en los años setenta la cual fue recopilada con otras entrevistas sobre el tema por varios institutos de filmografía danesa, se le preguntó a Jens Theander sobre la visión y el objetivo de  industria de la pornografía como entretenimiento que había acabado de fundar con su hermano. En esa oportunidad dijo: 
«hacer porno se trata  de ser represor-sexual. Lo que hacemos no es entretenimiento, es política de control-y-represión sexual. Somos un país luterano, con la legalización de la pornografía seguimos la agenda puritana, ¿porqué? porque con el pornomaterial no liberamos el sexo sino que gracias al material pornográfico lo podemos reprimir más eficazmente.  La pornografía se trata de reprimir el sexo incitando deseos que no puedan ser realizados nunca. Esa es la idea de ser un pornógrafo. No ofrecemos ni facilitamos el contacto sexual, no ayudamos ni vamos a ayudar a nadie a tener sexo real con nadie sino que incitamos ansias que no tienen la menor posibilidad de ser consumadas jamás. Así es como reprimimos. Nuestra idea es crear frustración y evitar la consumación dejando el deseo truncado en ansias incitadas por nuestras imágenes que el espectador nunca podrá cumplir en su vida y si lo hace le tendrá que costar mucho trabajo para imitarnos sin nunca igualarnos. De esa forma convertimos la vida sexual en un sueño irrealizable, sinónimo de esfuerzo y dificultad. Sólo permitimos que nuestros modelos junior como Rocco logren su realización sexual sin dificultades para evitar que los espectadores hagan lo mismo y al final tengan que renunciar. La idea es crear una élite de actores con derecho exclusivo a la realización sexual para que los espectadores que no forman parte renuncien y, a la larga, se hagan dependientes de nuestra mercancía, chocándoles,  mostrándoles a niños o impúberes que tienen sexo con adultos, mujeres núbiles que tienen relaciones con ancianos y con animales, o cualquier cosa asquerosa que puedas imaginarte. Incluso haciendo pornografía del sexo heterosexual insertamos la frustración en la mente del espectador, el mensaje que queremos entregar dentro de cada pornofilmación es decirle a usted que disfrutamos en la cama lo que usted muy difícilmente podrá conquistar, nos acostamos con las mujeres que usted desea desde niño pero que nunca le prestarán la menor atención hasta verse envejecer y morir sin lograr lo que desea. Su masturbación es su consuelo frente a su frustración por nunca llegar a disfrutar como nosotros disfrutamos. La idea de mi industria es que el sexo sea visto como algo que no es para la vida normal, fuera del alcance del hombre común, incluso inapropiado, una fuente de estrés por no tener una vida sexual como la que mostramos. En una frase, vendemos envidia. Vendemos ansias sexuales de lo que no se tiene. Eso es lo que vende la pornografía que yo estoy creando. Si logramos eso lograremos que el sexo sea reprimido o clandestinizado. Con eso evitamos una verdadera libertad sexual, y en este sentido cumplimos la tarea de la fe puritana para reprimir y truncar el flujo del sexo. Podemos hacerlo porque alegamos libertad de expresión. En realidad usamos esa libertad para reprimir la sexualidad engañándola con ilusiones que únicamente son realizables para los miembros que hemos elegidos para nuestra industria» .

### Muerte y Legado
Jens Theander vivió en España durante la última parte de su vida y murió el 20 de diciembre de 2008 en Mallorca. Su hermano tomó la dirección de la compañía Color Climax. Ninguno ha enfrentado aún justicia criminal por su producción de material sexual con niños y su empresa sigue funcionando. Dinamarca ya no es la meca de distribución más importante de pornografía en el mundo, algunos de los modelos pornográficos originales al servicio de Theander crearon sus propias compañías en los Estados Unidos, Italia y España como Rocco Siffredi. Aunque Jens Theander le dio a la industria su diseño y la visión básicos actuales, ha sido olvidado fuera de Dinamarca.